# دولت جمیل مردم بیک
دولت جمیل مردم بیک، بیستمین کابینهٔ ایجاد شده در تاریخ سوریه جدید، پنجمین در زمان جمهوری یکم سوریه و نخستین کابینهٔ هاشم الاتاسی در زمان ریاست‌جمهوریش است. ریاست این کابینه را جمیل مردم بیک بر عهده داشت و نخستین کابینه‌ای بود که تمامی اعضای آن عضو تشکل ملی بودند. این کابینه نسبت به کابینه‌های پیشین در جمهوری یکم سوریه مدت بیشتری، طولانی‌تر از دو سال بر رأس قدرت باقی ماند. در زمان این دولت سرود ملی سوریه که تاکنون هم مورد استفاده است تصویب شد. این کابینه قرارداد استقلال سوریه از فرانسه سال ۱۹۳۶ را تصویب کرد ولی در مجلس فرانسه به تصویب نرسید. این دولت در اواخر کار خود، جدایی سنجاق اسکندرون از سوریه و خود مختاری این سنجاق را تصویب کرد که منجر به اعتراض‌ها سوریه ۱۹۳۹ شد، این اعتراض‌ها باعث استعفای این دولت در ۱۸ فوریه ۱۹۳۹ شد.

## اعضای کابینه
| وزیر               | وزارت‌خانه                                                            | گرایش سیاسی |
| ------------------ | -------------------------------------------------------------------- | ----------- |
| جمیل مردم بیک      | نخست‌وزیر، وزیر اقتصاد (تا ۲۲ مارس ۱۹۳۸)، وزیر دفاع (از ۲۲ مارس ۱۹۳۸) | تشکل ملی    |
| سعدالله الجابری    | وزیر کشور، وزیر خارجه                                                | تشکل ملی    |
| شکری قوتلی         | وزیر دارایی، وزیر دفاع ملی (تا ۲۲ مارس ۱۹۳۸)                         | تشکل ملی    |
| عبد الرحمن الکیالی | وزیر دادگستری، وزیر معارف                                            | تشکل ملی    |
| لطفی الحفار        | وزیر دارایی (از ۲۲ مارس ۱۹۳۸)                                        | تشکل ملی    |
| فائز الخوری        | وزیر اقتصاد ملی (از ۲۲ مارس ۱۹۳۸)                                    | تشکل ملی    |